# Abian Tubuh Baru
Abian Tubuh Baru is een bestuurslaag in het regentschap Mataram van de provincie West-Nusa Tenggara, Indonesië. Abian Tubuh Baru telt 6382 inwoners (volkstelling 2010).